# Біла-Друга (Люблінське воєводство)
Біла-Друга (пол. Biała Druga) — село в Польщі, у гміні Янів-Любельський Янівського повіту Люблінського воєводства.
Населення — 594 особи (2011).
У 1975-1998 роках село належало до Тарнобжезького воєводства.

## Демографія
Демографічна структура станом на 31 березня 2011 року:
|          | Загалом | Допрацездатний вік | Працездатний вік | Постпрацездатний вік |
| -------- | ------- | ------------------ | ---------------- | -------------------- |
| Чоловіки | 295     | 50                 | 200              | 45                   |
| Жінки    | 299     | 62                 | 164              | 73                   |
| Разом    | 594     | 112                | 364              | 118                  |